# Red Bull Arena (New Jersey)
Red Bull Arena este un stadion specific de fotbal din Harrison, New Jersey. El este stadionul de casă al clubului New York Red Bulls din Major League Soccer. Arena e dotată cu un acoperiș translucid, retractabil.

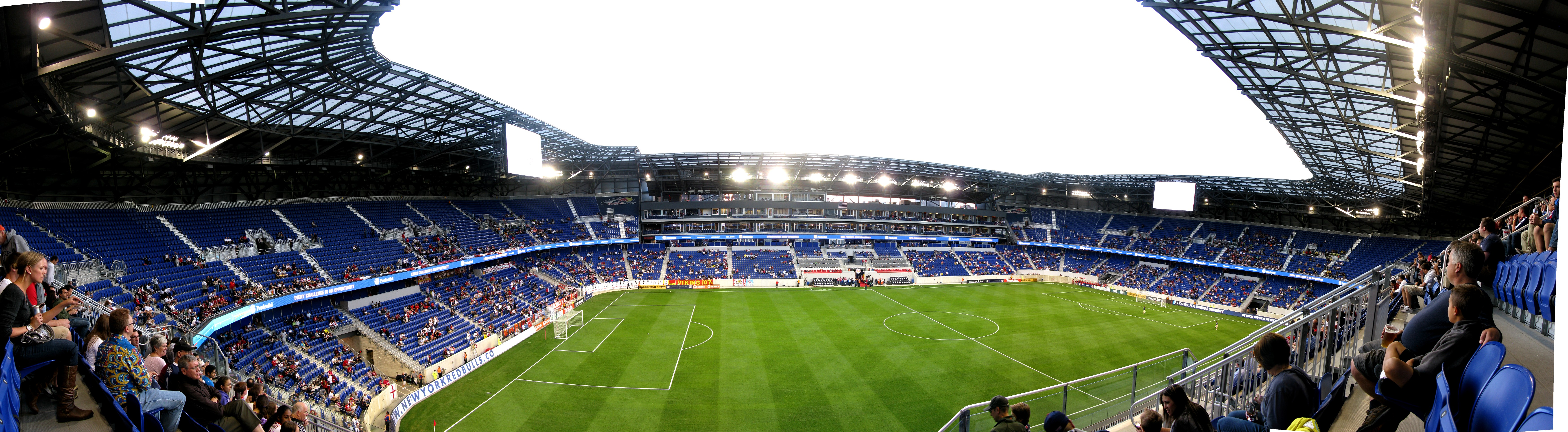
Panorama Red Bull Arena